# Елторп
Елторп (Althorp) — сімейний маєток графського роду Спенсерів у Нортгемптонширі, Велика Британія. Маєток відкрито для відвідувань з 1953 року, а відвідати його можна у період з 1 липня до 30 серпня.

## Історія
Маєток є власністю родини Спенсер з XVI століття, коли в 1522 році його купив Джон Спенсер. Спочатку панський будинок був збудований в стилі Тюдорів, однак у XVIII столітті його майже повністю перебудував архітектор Генрі Голланд. Інтер'єри будинку прикрашені великою колекцією картин (деякі пензля Ван Дейка) та антикваріату, яка була зібрана сім'єю Спенсерів.
На території маєтку була власна залізнична станція, яка діяла до 1960 року.
Нині маєток належить графу Спенсеру.
У 1997 році на території маєтку, на маленькому острові посеред озера була похована Діана, принцеса Уельська, уроджена леді Діана Спенсер.